# Johanna Baltz

Johanna Baltz

Johanna Baltz (* 23. Dezember 1849 in Arnsberg; † 31. Dezember 1918 ebd.) war eine deutsche Autorin.

## Leben

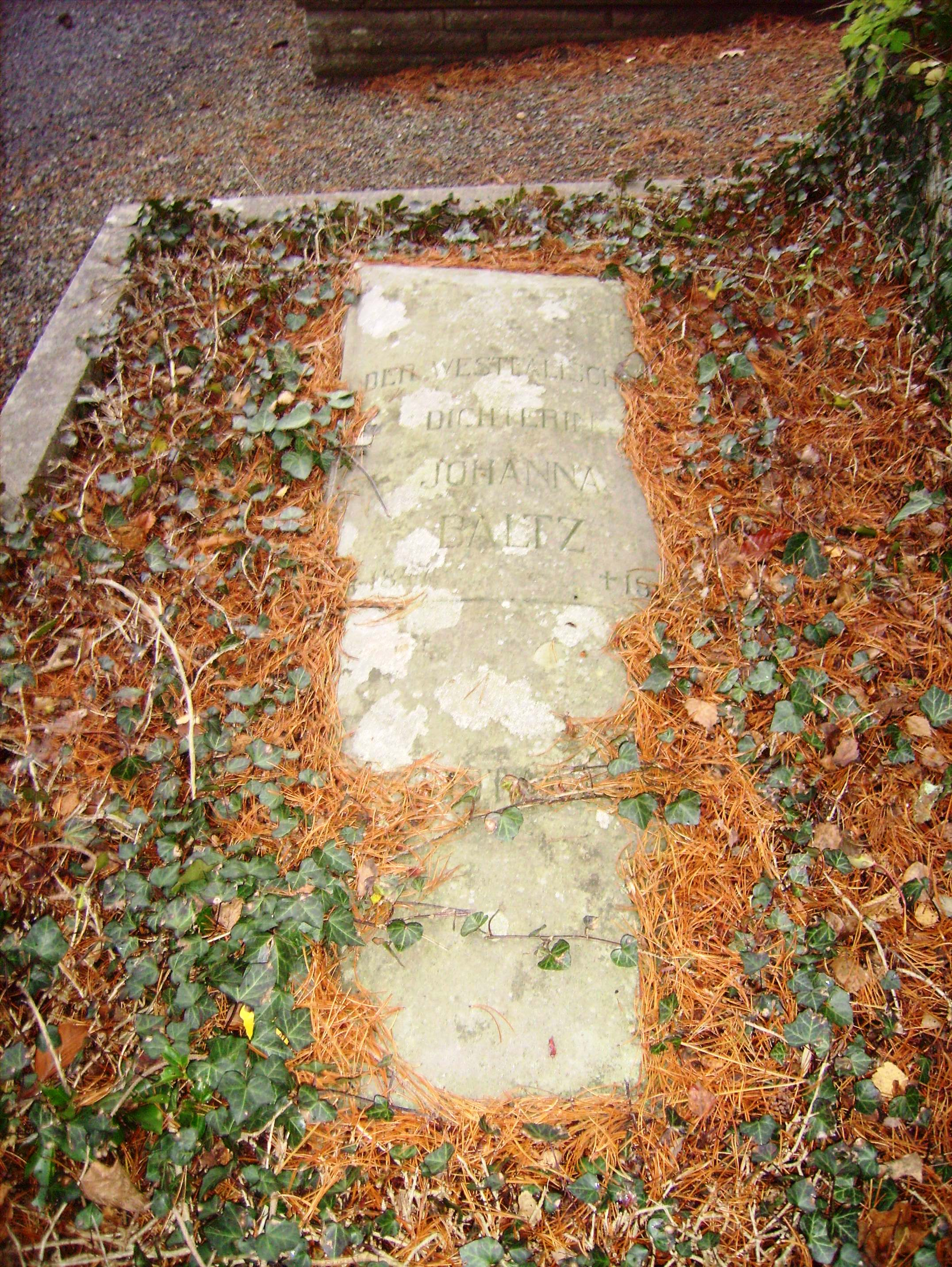
Grab von Johanna Baltz

Baltz besuchte nach der Volksschule die höhere Töchterschule in Arnsberg. Nach dem Erfolg mit einem Opernlibretto, für das sie ausgezeichnet wurde, wurde sie Schriftstellerin. Sie schrieb Novellen, Lyrik und verfasste Theaterstücke. Sie publizierte teilweise unter den Pseudonymen: Helene Busch und Joseph Bajovar.
Im 19. Jahrhundert wurde sie vor allem durch ihre historischen, „vaterländischen“ Stücke und Festspiele bekannt. Teilweise erlebten diese über hundert Aufführungen. Ein Festspiel zu Ehren Wilhelm I. wurde in über fünfzig Städten aufgeführt. Zwischen 1891 und 1900 verfasste sie für den Niederrheinischen Verein für Orts- und Heimatkunde in Wesel eine Reihe von Festspielen. Im Jahr 1894 widmete sich das Stück der „Königin Luise.“ Auch wenn die Stücke in der Vergangenheit spielten, endeten sie stets in einer Apotheose des Kaiserhauses. In dem Stück „Aus Germaniens Heldentagen“ für das Stiftungsfest der Studentenverbindung Germania Münster verband Baltz katholische und preußisch-protestantische Geschichtsbilder. Von der Varusschlacht über das mittelalterliche Kaisertum reichte das Stück bis zur Belehnung der Mark Brandenburg an die Hohenzollern.
Sie verfasste aber auch Festspiele im Auftrag wie etwa „Weg und Ziel“ zum 25-jährigen Jubiläum des Kunst- und Gewerbevereins zu Trier. Auch ein Stück über das Legionslager Vetera bei Xanten verfasste Baltz.
Nach Baltz ist in Arnsberg eine Straße benannt. Begraben liegt sie auf dem dortigen Eichholzfriedhof. Ihr Nachlass befindet sich im Sauerlandmuseum.

## Werke (Auswahl)
- Musikantengeschichten, vom Jahre des Heils 966 bis auf den heutigen Tag. Bagel, Düsseldorf 1887. (Digitalisat)
- Rosen am Zollernstamm. Skizzen aus den Lebenstagen der Zollernfürstinnen. Bagel, Düsseldorf 1890.
- Unter der Turner-Eiche. Festspiel. Becker, Arnsberg 1891. (Digitalisat)
- Alpenrosen und Gentianen. Eine Episode aus dem Leben König Ludwig II. von Bayern. Deutsche Verlags-Anstalt, 1891. (Digitalisat)
- Die Puppenfee. Ein Weihnachtsmärchen. Lucas, Elberfeld 1891. (Digitalisat)
- Im Schatten des Lorbeers. Musikalische Novellen. Junfermann, Paderborn 1892.
- Das Wappen der Pecci. Historische Erzählung. Junfermann, Paderborn 1894.
- Zum Weihnachtsfeste. Musikalische Erzählungen für die heranwachsende Jugend. Junfermann, Paderborn 1893.
- Hohenzollern zur See. Vaterländische Dichtung mit lebenden Bildern. Danner, Mühlhausen 1897.
- Lissas Christfest. Komödie in einem Akt (nach einem englischen Motiv). Schöningh, Paderborn 1898.
- Castra vetera. Mit einem Vorspiel und sechs lebenden Bildern. Kölner Verlags-Anstalt, Köln 1900.
- Bilder aus der Vergangenheit Attendorns bis zur Gegenwart. Festdichtung für das 14. Gebirgsfest des S. G. V. am 7. August 1904 in Attendorn. Ruegenberg, Olpe 1904. (Digitalisat)
- Kornblumen. Vaterländische Festdichtung mit lebenden Bildern. Bloch, Berlin 1900.
- Westfalen. Salm, Cöln 1918.